# 262

262(이백육십이)는 261보다 크고 263보다 작은 자연수다.

## 수학
- 합성수로, 그 약수는 1, 2, 131, 262이다. 진약수의 합은 134이므로, 262는 부족수다.
  - 84번째 반소수다. 앞의 반소수는 259, 다음 반소수는 265다.
- 17번째 불가촉수다. 앞의 불가촉수는 248, 다음은 268이다.
- 회문수다.
- {\displaystyle 53^{5}-1}은 262로 나누어떨어진다.

## 과학
- NGC 262: 안드로메다자리 방향에 있는 은하.

## 교통
- 고속도로 및 국도
  - 유럽 고속도로 262호선: 리투아니아 카우나스에서 러시아 오스트로프까지 이어지는 유럽 고속도로.
  - 일본 262번 국도(일본어판): 야마구치현 하기시에서 호후시까지 이어지는 일본의 국도.
- 기타 도로
  - 현도 제262호선

## 군사
- 메서슈미트 Me 262: 제2차 세계 대전 당시 독일군의 전투기.

## 문화유산
- 대한민국의 국보 제262호: 백자 달항아리
- 대한민국의 보물 제262호: 근사록
- 대한민국의 사적 제262호: 대구 불로동 고분군

## 방송
- 지니 TV의 ONN 닥터TV 채널 번호.
- B tv의 법률방송 채널 번호.
- LG헬로비전의 영국 공영 방송인 BBC Earth 채널 번호.

## 스포츠
- 스즈키 이치로는 2004년 262안타로 단일시즌 최다 안타 기록을 84년만에 경신하였다.

## 기타
- 연도: 262년 기원전 262년